# Bezirksklasse Pommern 1935/36
De Bezirksklasse Pommern 1935/36 was het derde voetbalkampioenschap van de Bezirksklasse Pommern, het tweede niveau onder de Gauliga Pommern. De competitie werd in zes regionale groepen verdeeld, waarvan de kampioenen aan een promotie-eindronde deelnamen.

## Bezirksklasse

### Groep Mitte
| Plaats | Club                      | Wed. | W | G | V | Saldo | Ptn.  |
| ------ | ------------------------- | ---- | - | - | - | ----- | ----- |
| 1.     | SC Viktoria Stargard      | 10   | 9 | 1 | 0 | 30:07 | 19:01 |
| 2.     | Stargarder SC             | 10   | 7 | 1 | 2 | 30:19 | 15:05 |
| 3.     | SC Labes                  | 10   | 4 | 3 | 3 | 29:10 | 11:09 |
| 4.     | MSV Mackensen Greifenberg | 10   | 2 | 2 | 6 | 23:31 | 06:14 |
| 5.     | TSV Regenwalde            | 10   | 2 | 2 | 6 | 19:28 | 06:14 |
| 6.     | TSV Daber                 | 10   | 1 | 1 | 8 | 11:47 | 03:17 |

|  | Geplaatst voor promotie-eindronde |
|  | Degradatie                        |

### Groep Nordost
| Plaats | Club                   | Wed.           | W              | G              | V              | Saldo          | Ptn.           |
| ------ | ---------------------- | -------------- | -------------- | -------------- | -------------- | -------------- | -------------- |
| 1.     | MSV Blücher Stolp      | 8              | 5              | 2              | 1              | 29:13          | 12:04          |
| 2.     | Bütower SV 1916        | 8              | 5              | 1              | 2              | 21:15          | 11:05          |
| 3.     | SV Preußen Rummelsburg | 8              | 3              | 1              | 4              | 11:19          | 07:09          |
| 4.     | SpVgg Stern Stolp      | 8              | 3              | 0              | 5              | 13:17          | 06:10          |
| 5.     | SV Fortuna Stolp       | 8              | 2              | 0              | 6              | 17:27          | 04:12          |
| 6.     | SV Rügenwalde          | Teruggetrokken | Teruggetrokken | Teruggetrokken | Teruggetrokken | Teruggetrokken | Teruggetrokken |

SV Rügenwalde trok zich in januari 1936 terug, reeds gespeelde wedstrijden werden geschrapt.
|  | Geplaatst voor promotie-eindronde |
|  | Degradatie                        |

### Groep Ost
| Plaats | Club                    | Wed. | W | G | V | Saldo | Ptn.  |
| ------ | ----------------------- | ---- | - | - | - | ----- | ----- |
| 1.     | VfB 1911 Belgard        | 10   | 6 | 0 | 4 | 28:30 | 12:08 |
| 2.     | SV 1910 Kolberg         | 10   | 5 | 1 | 4 | 30:18 | 11:09 |
| 3.     | SV Schivelbein          | 10   | 4 | 2 | 4 | 19:12 | 10:10 |
| 4.     | Kösliner SV Phönix      | 10   | 4 | 2 | 4 | 18:18 | 10:10 |
| 5.     | SV Germania Groß Tychow | 10   | 4 | 1 | 5 | 13:38 | 09:11 |
| 6.     | SV Preußen Köslin       | 10   | 3 | 2 | 5 | 13:15 | 08:12 |

|  | Geplaatst voor promotie-eindronde |
|  | Degradatie                        |

### Groep Stettin
| Plaats | Club                      | Wed. | W  | G | V | Saldo | Ptn.  |
| ------ | ------------------------- | ---- | -- | - | - | ----- | ----- |
| 1.     | MTV Pommerensdorf         | 14   | 10 | 1 | 3 | 53:20 | 21:07 |
| 2.     | Swinemünder SC            | 14   | 7  | 3 | 4 | 44:20 | 17:11 |
| 3.     | SV Nordring Stettin       | 14   | 7  | 2 | 5 | 41:32 | 16:12 |
| 4.     | SC Blücher Stettin        | 14   | 5  | 4 | 5 | 30:37 | 14:14 |
| 5.     | SC Comet Stettin          | 14   | 5  | 3 | 6 | 41:43 | 13:15 |
| 6.     | Züllchower SC             | 14   | 5  | 3 | 6 | 19:30 | 13:15 |
| 7.     | SC Stettiner Rasenfreunde | 14   | 3  | 3 | 8 | 19:38 | 09:19 |
| 8.     | SC Greif Greifenhagen     | 14   | 4  | 1 | 9 | 18:45 | 09:19 |

|  | Geplaatst voor promotie-eindronde |
|  | Degradatie                        |

### Groep Süd
| Plaats | Club                            | Wed. | W  | G | V  | Saldo | Ptn.  |
| ------ | ------------------------------- | ---- | -- | - | -- | ----- | ----- |
| 1.     | MSV Mackensen Neustettin        | 14   | 10 | 3 | 1  | 47:21 | 23:05 |
| 2.     | FC Viktoria Schneidemühl        | 14   | 9  | 3 | 2  | 36:23 | 21:07 |
| 3.     | MSV Lützow Deutsch Krone        | 14   | 7  | 3 | 4  | 43:33 | 17:11 |
| 4.     | SV Hellas Schönlanke            | 14   | 7  | 0 | 7  | 41:34 | 14:14 |
| 5.     | SC Erika Schneidemühl           | 14   | 4  | 4 | 6  | 27:42 | 12:16 |
| 6.     | FC Germania Schneidemühl        | 14   | 4  | 3 | 7  | 26:37 | 11:17 |
| 7.     | MSV Fürst Bismarck Schneidemühl | 14   | 3  | 2 | 9  | 31:34 | 08:20 |
| 8.     | RTSV Schneidemühl               | 14   | 2  | 2 | 10 | 19:46 | 06:22 |

|  | Geplaatst voor promotie-eindronde |
|  | Degradatie                        |

### Groep West
| Plaats | Club                     | Wed. | W  | G | V  | Saldo | Ptn.  |
| ------ | ------------------------ | ---- | -- | - | -- | ----- | ----- |
| 1.     | TSV Saßnitz              | 14   | 10 | 1 | 3  | 36:16 | 21:07 |
| 2.     | TSV 1860 Stralsund       | 14   | 9  | 1 | 4  | 48:15 | 19:09 |
| 3.     | Graf Schwerin Greifswald | 14   | 8  | 2 | 4  | 33:25 | 18:10 |
| 4.     | RTSV Germania Stralsund  | 14   | 8  | 1 | 5  | 33:30 | 17:11 |
| 5.     | Stralsunder SV 07        | 14   | 8  | 0 | 6  | 32:30 | 16:12 |
| 6.     | SC Preußen Greifswald    | 14   | 3  | 1 | 10 | 25:38 | 07:21 |
| 7.     | VfL Anklam               | 14   | 3  | 1 | 10 | 22:48 | 07:21 |
| 8.     | SC Concordia Stralsund   | 14   | 2  | 1 | 11 | 12:39 | 05:23 |

Sanitzer SC 1926 veranderde de naam in TSV Saßnitz. 
|  | Geplaatst voor promotie-eindronde |
|  | Degradatie                        |

## Promotie-eindronde

### Groep Oost
| Plaats | Club                     | Wed. | W | G | V | Saldo | Ptn.  |
| ------ | ------------------------ | ---- | - | - | - | ----- | ----- |
| 1.     | MSV Mackensen Neustettin | 4    | 4 | 0 | 0 | 17:04 | 08    |
| 2.     | MSV Blücher Stolp        | 4    | 1 | 1 | 2 | 13:16 | 03:05 |
| 3.     | VfB 1911 Belgard         | 4    | 0 | 1 | 3 | 09:19 | 01:07 |

|  | Promotie naar Gauliga Pommern 1936/37 |

### Groep West
| Plaats | Club                 | Wed.           | W              | G              | V              | Saldo          | Ptn.           |
| ------ | -------------------- | -------------- | -------------- | -------------- | -------------- | -------------- | -------------- |
| 1.     | MTV Pommerensdorf    | 2              | 2              | 0              | 0              | 13:03          | 04             |
| 2.     | SC Viktoria Stargard | 2              | 0              | 0              | 2              | 03:13          | 00:04          |
| 3.     | TSV Saßnitz          | Teruggetrokken | Teruggetrokken | Teruggetrokken | Teruggetrokken | Teruggetrokken | Teruggetrokken |

|  | Promotie naar Gauliga Pommern 1936/37 |